# SV Darmstadt 98/Saison 2009/10
Die Saison 2009/10 des SV Darmstadt 98 war die 112. Saison in der Vereinsgeschichte und gilt mit der nach Zahlen und Ergebnissen negativste Viertligasaison sowie mit folgenschweren Pokalniederlagen der Lilien als die schlechteste Saisonleistung der Vereinsgeschichte.
In der viertklassigen Fußball-Regionalliga 2009/10 holte der SV Darmstadt 98 zu Beginn der Saison nach den ersten 8 Ligaspielen nur einen Punkt. Letztendlich wurde der Klassenerhalt mit Tabellenplatz 15 und 34 Punkten erreicht, nachdem Trainer Živojin Juškić durch Kosta Runjaic ersetzt wurde.
Nachdem die Mannschaft bereits in der Vorsaison die Teilnahme am DFB-Pokal 2009/10 verspielte, wurde in dieser Saison über den Regionalpokalsieg der Hessenpokal 2009/10 erreicht, dort verlor der SV Darmstadt 98 jedoch bereits im ersten Spiel gegen den Regionalligakonkurrenten KSV Hessen Kassel im Elfmeterschießen und verpasste damit auch die Qualifikation zum DFB-Pokal 2010/11. Noch schwerer wog die Niederlage im Kreispokal 2009/10, einem Wettbewerb, in dem der SV Darmstadt 98 als einzige Profimannschaft gegen kleinere Amateurvereine aus der Region antrat, als man dort im Halbfinale gegen den Sechstligisten RSV Germania Pfungstadt im Elfmeterschießen verlor. Dadurch waren die Lilien nicht für den Regionalpokal 2010/11 qualifiziert, somit wurde auch die Teilnahme am Hessenpokal 2010/11 verwehrt und folglich war eine Beteiligung am DFB-Pokal 2011/12 ebenfalls bereits frühzeitig nicht mehr möglich.

## Verlauf der Saison
Unter Trainer Živojin Juškić erfuhr der Spielerkader im Sommer 2008 17 Zugänge und 17 Abgänge. So trennte man sich auch von vielversprechenden Talenten wie Pascal Pellowski und Christopher Nguyen, welche über kurz oder lang in höheren Ligen spielten, während einige andere der Region blieben, so wechselte Rudi Hübner zu Rot-Weiß Darmstadt oder Christian Remmers zum 1. FCA Darmstadt. Geholt wurden mit Echendu Adiele, Ermin Melunović und Ergün Pakel drei Spieler vom SV Waldhof Mannheim, außerdem Fouad Brighache von Kickers Offenbach und Boris Kolb vom SV Sandhausen, der zum neuen Kapitän ernannt wurde. Auch Verteidiger Christoph Stahl, welcher bereits in der Oberligasaison 2007/08 für die Lilien spielte, kehrte ans Böllenfalltor zurück. Neuer Ersatztorwart hinter Rainer Adolf wurde Joel Samake, zudem erhielten Blerton Muca und Muharrem Reka aus der U19 nach mehreren Regionalligaeinsätzen der vergangenen Saison nun auch Verträge für die erste Mannschaft. Es wurden verhältnismäßig wenige Testspiele zur Saisonvorbereitung abgehalten und auch eine Teilnahme am DFB-Pokalwettbewerb gab es in dieser Saison nicht, da man in der Vorsaison nicht den Hessenpokal für sich entschied.
Der Regionalligastart verlief desolat: Nach acht Spieltagen hatte man nach einem Unentschieden und sieben Niederlagen als Tabellenletzter nur einen Punkt auf dem Konto, ehe man am 10. Spieltag mit einem 3:1 gegen den SSV Ulm 1846 den ersten Saisonsieg feiern konnte. Bis zur Winterpause gelangen noch zwei weitere Siege und einige Unentschieden. Doch als auch die Rückrunde mit einer Niederlagenserie begann, wurde Živojin Juškić am 20. März 2010 nach einer 1:3-Niederlage gegen den SV Wehen Wiesbaden II von seinem Trainerposten freigestellt und durch Kosta Runjaic ersetzt. Unter Runjaic gab es bis zum Saisonende in der Regionalliga mit fünf Siegen, vier Unentschieden und fünf Niederlagen eine ausgeglichene Bilanz, die letztendlich jedoch mit Tabellenplatz 15 für den Klassenerhalt in der Regionalliga Süd ausreichte.
Zwar gewann der SV Darmstadt 98 in dieser Saison den Regionalpokal 2009/10, womit er sich für den Hessenpokal 2009/10 qualifizierte, dort verlor man jedoch bereits im ersten Spiel gegen den Regionalligakonkurrenten KSV Hessen Kassel im Elfmeterschießen und verpasste damit auch die Qualifikation zum DFB-Pokal 2010/11. Noch schwerer wog die Niederlage im Kreispokal 2009/10, einem Wettbewerb, in dem der SV Darmstadt 98 als einzige Profimannschaft gegen kleinere Amateurvereine aus der Region antrat, als man dort im Halbfinale gegen den Sechstligisten RSV Germania Pfungstadt im Elfmeterschießen verlor. Dadurch waren die Lilien nicht für den Regionalpokal 2010/11 qualifiziert, somit wurde auch die Teilnahme am Hessenpokal 2010/11 verwehrt und folglich war eine Beteiligung am DFB-Pokal 2011/12 ebenfalls bereits frühzeitig nicht mehr möglich.

## Personalien

### Sportliche Leitung und Vereinsführung
| Name                            | Funktion                  |
| Trainer- und Betreuerstab       | Trainer- und Betreuerstab |
| ------------------------------- | ------------------------- |
| Živojin Juškić (bis 20.03.2010) | Cheftrainer               |
| Kosta Runjaic (ab 23.03.2010)   | Cheftrainer               |
| Tuncay Nadaroğlu                | Co-Trainer                |
| Tom Eilers                      | Sportmanager              |
| Dr. med. Michael Weingart       | Mannschaftsarzt           |
| Helmut Koch                     | Betreuer                  |
| Utz Pfeiffer                    | Betreuer                  |
| Präsidium                       |                           |
| Hans Kessler                    | Präsident                 |
| Dr. Helmut Zeitträger           | Vize-Präsident            |
| Peter Haas                      | Vize-Präsident            |
| Albert Filbert                  | Finanzen                  |
| Wolfgang Arnold                 | Amateurabteilungen        |

### Kader
| Kader Saison 2009/10 | Kader Saison 2009/10 | Kader Saison 2009/10    | Kader Saison 2009/10 | Kader Saison 2009/10   | Kader Saison 2009/10 | Kader Saison 2009/10 |
| -------------------- | -------------------- | ----------------------- | -------------------- | ---------------------- | -------------------- | -------------------- |
| Nr.                  | Spieler              | Nat.                    | Geburtsdatum         | vorheriger Verein      | Ligaspiele           | Ligatore             |
| Torhüter             |                      |                         |                      |                        |                      |                      |
| 01                   | Rainer Adolf         | Deutschland             | 13.12.1984           | 1. FSV Mainz 05        | 13                   | 0                    |
| 21                   | Joel Samake          | Mali                    | 15.08.1986           | FSV Oggersheim         | 21                   | 0                    |
| Abwehr               |                      |                         |                      |                        |                      |                      |
| 02                   | Echendu Adiele       | Nigeria                 | 17.11.1978           | SV Waldhof Mannheim    | 33                   | 0                    |
| 03                   | Michael Bodnar       | Polen                   | 02.01.1982           | SV Waldhof Mannheim    | 20                   | 0                    |
| 04                   | Fouad Brighache      | Marokko                 | 10.05.1982           | Kickers Offenbach      | 28                   | 0                    |
| 15                   | Marc Klopp           | Deutschland             | 13.12.1988           | KSV Klein-Karben       | 2                    | 0                    |
| 16                   | Markus Brüdigam      | Deutschland             | 07.04.1986           | Viktoria Aschaffenburg | 33                   | 1                    |
| 17                   | Christoph Stahl      | Deutschland             | 09.08.1985           | FSV Hollenbach         | 6                    | 0                    |
| 18                   | Christian Wiesner    | Deutschland             | 22.09.1981           | SpVgg Bayreuth         | 5                    | 0                    |
| 22                   | Patrick Hilser       | Deutschland             | 04.09.1990           | Eintracht Frankfurt    | 13                   | 0                    |
| 50                   | Mario Göttlicher     | Deutschland             | 05.08.1982           | SV Sandhausen          | 14                   | 0                    |
| Mittelfeld           |                      |                         |                      |                        |                      |                      |
| 05                   | Ergün Pakel          | Turkei                  | 27.10.1987           | SV Waldhof Mannheim    | 14                   | 0                    |
| 06                   | Boris Kolb           | Deutschland             | 12.11.1979           | SV Sandhausen          | 34                   | 1                    |
| 07                   | Sven Sökler          | Deutschland             | 09.11.1984           | SSV Reutlingen         | 30                   | 4                    |
| 08                   | Varol Akgöz          | Turkei                  | 18.06.1987           | KSV Baunatal           | 30                   | 3                    |
| 10                   | Muharrem Reka        | Kosovo                  | 16.03.1990           | TSV Nieder-Ramstadt    | 3                    | 0                    |
| 14                   | Uwe Hesse            | Deutschland             | 16.12.1987           | SG Dornheim            | 31                   | 2                    |
| 19                   | Blerton Muca         | Nordmazedonien          | 11.02.1990           | Erster Verein          | 9                    | 1                    |
| 27                   | Maximilian Mehring   | Deutschland             | 15.04.1986           | SC Freiburg            | 23                   | 2                    |
| 45                   | Velibor Velemir      | Bosnien und Herzegowina | 11.03.1991           | 1. FSV Mainz 05        | 0                    | 0                    |
| Angriff              |                      |                         |                      |                        |                      |                      |
| 09                   | Ermin Melunović      | Serbien                 | 18.05.1973           | SV Waldhof Mannheim    | 29                   | 10                   |
| 11                   | Zülfikar Cosguner    | Turkei                  | 31.01.1991           | Rot-Weiss Frankfurt    | 6                    | 0                    |
| 13                   | Elia Soriano         | Italien                 | 26.06.1989           | TSG 1846 Darmstadt     | 33                   | 11                   |
| 20                   | Ali Kandemir         | Turkei                  | 11.04.1990           | Erster Verein          | 8                    | 0                    |
| 43                   | Oliver Heil          | Deutschland             | 19.06.1988           | SV Waldhof Mannheim    | 16                   | 4                    |

### Transfers

#### Transfers Winter 2009/10
| Zugänge Winter 2009/10 | Abgänge Winter 2009/10 |
| --- | ---------------------- |
| \| Mario Göttlicher \| SV Sandhausen \| \| Oliver Heil \| SV Waldhof Mannheim \| \| Velibor Velemir \| 1. FSV Mainz 05 U19 \| | —                      |
| Mario Göttlicher | SV Sandhausen          |
| Oliver Heil | SV Waldhof Mannheim    |
| Velibor Velemir | 1. FSV Mainz 05 U19    |

#### Transfers Sommer 2009
| Echendu Adiele     | SV Waldhof Mannheim     |
| Varol Akgöz        | KSV Baunatal            |
| Fouad Brighache    | Kickers Offenbach       |
| Markus Brüdigam    | Viktoria Aschaffenburg  |
| Zülfikar Cosguner  | Rot-Weiss Frankfurt U19 |
| Uwe Hesse          | SG Dornheim             |
| Patrick Hilser     | Eintracht Frankfurt U19 |
| Ali Kandemir       | SV Darmstadt 98 U19     |
| Marc Klopp         | KSV Klein-Karben        |
| Boris Kolb         | SV Sandhausen           |
| Maximilian Mehring | SC Freiburg             |
| Ermin Melunović    | SV Waldhof Mannheim     |
| Blerton Muca       | SV Darmstadt 98 U19     |
| Ergün Pakel        | SV Waldhof Mannheim     |
| Muharrem Reka      | SV Darmstadt 98 U19     |
| Joel Samake        | FSV Oggersheim          |
| Christoph Stahl    | FSV Hollenbach          |

| Andreas Baufeldt   | KSV Klein-Karben          |
| Marco Betz         | Viktoria Urberach         |
| Dennis Fromm       | RSV Würges                |
| Rudi Hübner        | Rot-Weiß Darmstadt        |
| Nikola Jovanovic   | Viktoria Aschaffenburg    |
| David Kienast      | SSV Ulm 1846              |
| Alvano Kröh        | TSG Weinheim              |
| Patrick Neumann    | TSG Thannhausen           |
| Christopher Nguyen | Karlsruher SC II          |
| Pascal Pellowski   | VfL Bochum II             |
| Emmanuel Peterson  | 1. FCA Darmstadt          |
| Daniel Rasch       | SV Wehen Wiesbaden II     |
| Silas Rauschmayr   | Eintracht Wald-Michelbach |
| Christian Remmers  | 1. FCA Darmstadt          |
| Simon Schmidt      | Viktoria Aschaffenburg    |
| Sebastian Szikal   | SpVgg Weiden              |
| Krisztián Szollár  | Viktoria Aschaffenburg    |

## Spiele

### Regionalliga Süd
Die Tabelle listet alle Spiele des Vereins in der Fußball-Regionalliga 2009/10 auf. Siege sind grün, Unentschieden sind gelb und Niederlagen sind rot hinterlegt.
| ST | Datum              | Gegner                  | Platz    | Ort                                            | Zuschauer | Ergebnis  | Tore |
| -- | ------------------ | ----------------------- | -------- | ---------------------------------------------- | --------- | --------- | --- |
| 1  | 7. August 2009     | SSV Reutlingen 05       | Heim     | Stadion am Böllenfalltor, Darmstadt            | 3.200     | 0:1 (0:1) | 0:1 Makarenko (17.)                                                                                               |
| 2  | 15. August 2009    | KSV Hessen Kassel       | Auswärts | Auestadion, Kassel                             | 6.000     | 2:2 (2:0) | 1:0 Bauer (35.), 2:0 Wölk (45.), 2:1 Melunović (65., Elfmeter.), 2:2 Soriano (78.)                                |
| 3  | 22. August 2009    | VfR Aalen               | Heim     | Stadion am Böllenfalltor, Darmstadt            | 2.900     | 0:2 (0:1) | 0:1 Schön (11.), 0:2 Liesenfeld (58.)                                                                             |
| 4  | 29. August 2009    | 1. FC Nürnberg II       | Auswärts | easyCredit-Stadion, Nürnberg                   | 310       | 1:0 (0:0) | 1:0 Valentini (71.)                                                                                               |
| 5  | 2. September 2009  | Stuttgarter Kickers     | Heim     | Stadion am Böllenfalltor, Darmstadt            | 2.500     | 1:2 (1:1) | 0:1 Marchese (36., Elfmeter), 1:1 Soriano (42.), 1:2 Jung (61.)                                                   |
| 6  | 5. September 2009  | SV Wehen Wiesbaden II   | Auswärts | Brita-Arena, Wiesbaden                         | 650       | 1:0 (0:0) | 1:0 Amstätter (74.)                                                                                               |
| 7  | 12. September 2009 | SpVgg Weiden            | Heim     | Stadion am Böllenfalltor, Darmstadt            | 2.300     | 0:3 (0:2) | 0:1 Schrepel (16.), 0:2 Geiger (38.), 0:3 Schrepel (65.)                                                          |
| 8  | 17. September 2009 | TSV 1860 München II     | Auswärts | Grünwalder Stadion, München                    | 0         | 4:0 (0:0) | 1:0 Manga (52.), 2:0 Aigner (66.), 3:0 Schwarz (83.), 4:0 Stahl (87., Eigentor)                                   |
| 9  | 26. September 2009 | SC Freiburg II          | Auswärts | Möslestadion, Freiburg im Breisgau             | 350       | 1:1 (1:0) | 0:1 Sirigu (39.), 1:1 Melunović (61.)                                                                             |
| 10 | 2. Oktober 2009    | SSV Ulm 1846            | Heim     | Stadion am Böllenfalltor, Darmstadt            | 2.200     | 3:1 (0:1) | 0:1 Grüttner (40.), 1:1 Sökler (63.), 2:1 Melunović (74.), 3:1 Kolb (90.)                                         |
| 11 | 18. Oktober 2009   | SG Sonnenhof Großaspach | Auswärts | Frankenstadion, Heilbronn                      | 625       | 2:2 (0:0) | 1:0 Mazzola (52.), 2:0 Krasniqi (65., Elfmeter), 2:1 Melunović (81.), 2:2 Soriano (89.),                          |
| 12 | 24. Oktober 2009   | SpVgg Greuther Fürth II | Heim     | Stadion am Böllenfalltor, Darmstadt            | 2.200     | 3:0 (2:0) | 1:0 Sökler (37.), 2:0 Mehring (40.), 3:0 Melunović (74.)                                                          |
| 13 | 30. Oktober 2009   | SC Pfullendorf          | Auswärts | Geberit-Arena, Pfullendorf                     | 780       | 1:1 (0:1) | 0:1 Melunović (7.), 1:1 Kunter (88.)                                                                              |
| 14 | 7. November 2009   | Karlsruher SC II        | Heim     | Stadion am Böllenfalltor, Darmstadt            | 2.000     | 3:0 (0:0) | 1:0 Hesse (65.), 2:0 Melunović (79.), 3:0 Soriano (86.)                                                           |
| 15 | 21. November 2009  | Eintracht Frankfurt II  | Auswärts | Volksbank-Stadion, Frankfurt am Main           | 800       | 2:2 (1:0) | 1:0 Titsch-Rivero (19.), 2:0 Alikhil (71.), 2:1 Soriano (76.), 2:2 Soriano (90., Elfmeter)                        |
| 16 | 28. November 2009  | FC Eintracht Bamberg    | Heim     | Stadion am Böllenfalltor, Darmstadt            | 1.900     | 2:2 (0:1) | 0:1 Kaiser (34.), 1:1 Melunović (52.), 1:2 Görtler (82.), 2:2 Soriano (84., Elfmeter)                             |
| 17 | 5. Dezember 2009   | FC Bayern Alzenau       | Auswärts | Städtisches Stadion am Prischoß, Alzenau       | 1.020     | 1:0 (0:0) | 1:0 Popp (67.) |
| 18 | 12. Dezember 2009  | KSV Hessen Kassel       | Heim     | Stadion am Böllenfalltor, Darmstadt            | 4.000     | 2:3 (2:0) | 1:0 Sökler (31.), 2:0 Soriano (34., Elfmeter), 2:1 Gaede (50., Elfmeter), 2:2 Brechler (67.), 2:3 Gundelach (83.) |
| 20 | 27. Februar 2010   | VfR Aalen               | Auswärts | Scholz-Arena, Aalen                            | 2.429     | 3:0 (2:0) | 1:0 Lechleiter (25.), 2:0 Schön (45.), 3:0 Klefenz (85.)                                                          |
| 23 | 20. März 2010      | SV Wehen Wiesbaden II   | Heim     | Stadion am Böllenfalltor, Darmstadt            | 1.800     | 1:3 (0:1) | 0:1 Szimayer (31.), 0:2 Rasch (52.), 1:2 Sökler (55.), 1:3 Celiksoy (90.)                                         |
| 24 | 27. März 2010      | SpVgg Weiden            | Auswärts | Stadion am Wasserwerk, Weiden in der Oberpfalz | 858       | 1:0 (0:0) | 1:0 Plänitz (70.)                                                                                                 |
| 19 | 30. März 2010      | SSV Reutlingen 05       | Auswärts | Stadion an der Kreuzeiche, Reutlingen          | 850       | 2:1 (0:0) | 1:0 Bentele (50.), 1:1 Akgöz (64.), 2:1 Rill (90.)                                                                |
| 25 | 3. April 2010      | TSV 1860 München II     | Heim     | Stadion am Böllenfalltor, Darmstadt            | 1.800     | 2:0 (1:0) | 1:0 Melunović (39.), 2:0 Melunović (75.)                                                                          |
| 26 | 9. April 2010      | SC Freiburg II          | Heim     | Stadion am Böllenfalltor, Darmstadt            | 1.900     | 0:1 (0:1) | 0:1 Matter (30.)                                                                                                  |
| 22 | 13. April 2010     | Stuttgarter Kickers     | Auswärts | Gazi-Stadion auf der Waldau, Stuttgart         | 1.900     | 1:1 (0:1) | 0:1 Akgöz (12.), 1:1 Ivanusa (77.)                                                                                |
| 27 | 17. April 2010     | SSV Ulm 1846            | Auswärts | Donaustadion, Ulm                              | 1.000     | 1:1 (0:1) | 0:1 Soriano (9.), 1:1 Hornig (46.)                                                                                |
| 28 | 23. April 2010     | SG Sonnenhof Großaspach | Heim     | Stadion am Böllenfalltor, Darmstadt            | 1.900     | 2:1 (1:0) | 1:0 Heil (40.), 2:0 Akgöz (54.), 2:1 Grab (76.)                                                                   |
| 21 | 27. April 2010     | 1. FC Nürnberg II       | Heim     | Stadion am Böllenfalltor, Darmstadt            | 1.500     | 1:0 (0:0) | 1:0 Soriano (50.)                                                                                                 |
| 29 | 4. Mai 2010        | SpVgg Greuther Fürth II | Auswärts | Playmobil-Stadion, Fürth                       | 170       | 0:0 (0:0) | — |
| 30 | 7. Mai 2010        | SC Pfullendorf          | Heim     | Stadion am Böllenfalltor, Darmstadt            | 1.900     | 2:1 (0:0) | 1:0 Heil (63.), 1:1 Muzliukaj (66., Elfmeter), 2:1 Muca (89.)                                                     |
| 31 | 12. Mai 2010       | Karlsruher SC II        | Auswärts | Wildparkstadion, Karlsruhe                     | 666       | 1:0 (0:0) | 1:0 Toch (51.) |
| 32 | 15. Mai 2010       | Eintracht Frankfurt II  | Heim     | Stadion am Böllenfalltor, Darmstadt            | 5.100     | 1:2 (1:0) | 1:0 Soriano (6.), 1:1 Hassler (54.), 1:2 Hess (73.)                                                               |
| 33 | 22. Mai 2010       | FC Eintracht Bamberg    | Auswärts | Fuchs-Park-Stadion, Bamberg                    | 450       | 2:2 (1:0) | 1:0 Gorgiev (22.), 1:1 Heil (57.), 1:2 Brüdigam (74.), 2:2 Deptalla (79.)                                         |
| 34 | 29. Mai 2010       | FC Bayern Alzenau       | Heim     | Stadion am Böllenfalltor, Darmstadt            | 1.900     | 3:1 (3:1) | 1:0 Heil (28.), 2:0 Mehring (39.), 3:0 Hesse (56.), 3:1 Popp (61.)                                                |

### Hessenpokal
Durch den Sieg des Regionalpokals 2009/10 qualifizierte sich der Verein für den Hessenpokal 2009/10, dessen Spiel nachfolgend aufgeführt ist. Im ersten Spiel des Wettbewerbs schied der SV Darmstadt 98 gegen den Ligakonkurrenten KSV Hessen Kassel im Elfmeterschießen aus, womit man die Teilnahme am DFB-Pokal 2010/11 verfehlte.
| Runde         | Datum         | Gegner            | Liga des Gegners | Platz | Ort                                 | Zuschauer | Ergebnis                  | Tore |
| ------------- | ------------- | ----------------- | ---------------- | ----- | ----------------------------------- | --------- | ------------------------- | --- |
| Viertelfinale | 17. März 2010 | KSV Hessen Kassel | Regionalliga Süd | Heim  | Stadion am Böllenfalltor, Darmstadt | 2.000     | 5:6 n. E. (0:1, 1:1, 2:2) | 0:1 Bauer (21.), 1:1 Kolb (73.), 2:1 Soriano (111.), 2:2 Wölk (120.), Elfmeterschießen: 3:2 Bodnar, 3:3 Gaede, 4:3 Soriano, 4:4 Brechler, 4:5 Wölk, 5:5 Melunović, 5:6 Bauer |

### Regionalpokal
Durch den Gewinn des Kreispokals 2008/09 qualifizierte sich der Verein für den Regionalpokal 2009/10, dessen Spiele nachfolgend aufgeführt sind. Als Sieger qualifizierte sich Darmstadt damit für den Hessenpokal 2009/10.
| Runde         | Datum             | Gegner                 | Liga des Gegners | Platz    | Ort                                         | Zuschauer | Ergebnis             | Tore                                                                                                  |
| ------------- | ----------------- | ---------------------- | ---------------- | -------- | ------------------------------------------- | --------- | -------------------- | --- |
| Viertelfinale | 8. September 2009 | FC 07 Bensheim         | Verbandsliga     | Auswärts | Weiherhausstadion, Bensheim                 | 350       | 0:6 (0:4)            | 0:1 Akgöz (9.), 0:2 Kandemir (21.), 0:3 Hesse (26.), 0:4 Sökler (35.), 0:5 Muca (77.), 0:6 Muca (78.) |
| Halbfinale    | 8. Oktober 2009   | TSV 1875 Höchst        | Kreisoberliga    | Auswärts | Sportgelände Jahnstraße, Höchst im Odenwald | 440       | 0:5 (0:2)            | 0:1 Specht (16., Eigentor), 0:2 Kandemir (33.), 0:3 Akgöz (65.), 0:4 Kandemir (71.), 0:5 Akgöz (90.)  |
| Finale        | 3. November 2009  | Viktoria Aschaffenburg | Hessenliga       | Neutral  | Sportpark, Neu-Isenburg                     | 300       | 0:2 n. V. (0:0, 0:0) | 0:1 Hesse (100.), 0:2 Soriano (110.)                                                                  |

### Kreispokal
Die Spiele im Kreispokal 2009/10 des SV Darmstadt 98 sind nachfolgend aufgeführt. Dort verlor man im Halbfinale gegen den Sechstligisten RSV Germania Pfungstadt im Elfmeterschießen. Dadurch waren die Lilien nicht für den Regionalpokal 2010/11 qualifiziert, somit wurde auch die Teilnahme am Hessenpokal 2010/11 verwehrt und folglich war eine Beteiligung am DFB-Pokal 2011/12 ebenfalls bereits frühzeitig nicht mehr möglich.
| Runde         | Datum              | Gegner                  | Liga des Gegners | Platz    | Ort                                   | Zuschauer | Ergebnis                  | Tore |
| ------------- | ------------------ | ----------------------- | ---------------- | -------- | ------------------------------------- | --------- | ------------------------- | --- |
| 1. Runde      | 29. Juli 2009      | Germania Eberstadt      | Kreisliga A      | Auswärts | Waldsportplatz, Darmstadt-Eberstadt   | 300       | 0:9 (0:4)                 | 0:1 Muca (20.), 0:2 Kandemir (34.), 0:3 Reka (38.), 0:4 Cosguner (43.), 0:5 Cosguner (55.), 0:6 Cosguner (63.), 0:7 Sökler (74.), 0:8 Soriano (85.), 0:9 Soriano (90.) |
| 2. Runde      | 22. September 2009 | SKG Roßdorf             | Kreisliga A      | Auswärts | Sportzentrum am Zahlwald, Roßdorf     | 400       | 1:5 (0:2)                 | 0:1 Akgöz (16.), 0:2 Hilser (42.), 1:2 Neufeld (53.), 1:3 Kandemir (60.), 1:4 Hilser (81.), 1:5 Kandemir (85.)                                                         |
| 3. Runde      | 11. November 2009  | FC Ober-Ramstadt        | Kreisoberliga    | Auswärts | Sportplatz in der Aue, Ober-Ramstadt  | 250       | 0:6 (0:3)                 | 0:1 Soriano (7.), 0:2 Soriano (13., Elfmeter), 0:3 Akgöz (45.), 0:4 Mastilovic (50.), 0:5 Mastilovic (81.), 0:6 Muca (89.)                                             |
| Viertelfinale | 10. März 2010      | SpVgg Seeheim-Jugenheim | Kreisoberliga    | Heim     | HEAG-Stadion, Darmstadt               | 200       | 5:0 (3:0)                 | 1:0 Muca (32.), 2:0 Stahl (40.), 3:0 Wiesner (44.), 4:0 Akgöz (50.), 5:0 Akgöz (67.)                                                                                   |
| Halbfinale    | 20. April 2010     | RSV Germania Pfungstadt | Verbandsliga     | Auswärts | Sportplatz am grünen Steg, Pfungstadt | 360       | 6:5 n. E. (0:1, 1:1, 1:1) | 0:1 Heil (45.), 1:1 Yagiz (65.), Elfmeterschießen: 2:1 Yagiz, 2:2 Cosguner, 3:2 Bode, 3:3 Akgöz, 4:3 Ruppert, 4:4 Muca, 5:4 Zeidler, 5:5 Pakel, 6:5 Almeida-Keith      |

### Hallenturnier
Am 10. Januar 2010 nahm der SV Darmstadt 98 zum dritten Mal in Folge an einem Hallenturnier namens Sparkassen-Cup in Eppelheim teil. Auf einem Hallenfußballfeld wurde je Spiel 15 Minuten lang gespielt. In einer Gruppe mit dem Fünftligisten TSG Weinheim, sowie den Sechstligisten VfR Mannheim und TSV Amicitia Viernheim holten die Lilien zwei Unentschieden und eine Niederlage, womit sie sich nicht für das Viertelfinale qualifizieren konnten. Nach diesem Turnierverlauf nahm der SV Darmstadt 98 zukünftig nicht wieder am Eppelheimer Hallenturnier teil.
| Runde    | Datum           | Gegner                 | Liga des Gegners           | Zuschauer | Ergebnis |
| -------- | --------------- | ---------------------- | -------------------------- | --------- | -------- |
| Vorrunde | 10. Januar 2010 | TSG Weinheim           | Oberliga Baden-Württemberg | 2.000     | 2:2      |
| Vorrunde | 10. Januar 2010 | VfR Mannheim           | Verbandsliga Baden         | 2.000     | 0:0      |
| Vorrunde | 10. Januar 2010 | TSV Amicitia Viernheim | Verbandsliga Baden         | 2.000     | 2:6      |

### Freundschaftsspiele
Diese Tabelle führt die ausgetragenen Freundschaftsspiele des Vereins in der Saison 2009/10 auf. Diese umfassen Testspiele, Benefizspiele und ein Turnier (Petersberg-Cup vom 16. bis 18. Juli 2009 in Biebelnheim).
| Datum            | Gegner                  | Liga des Gegners  | Platz    | Ort                                             | Zuschauer | Ergebnis             | Tore |
| ---------------- | ----------------------- | ----------------- | -------- | ----------------------------------------------- | --------- | -------------------- | --- |
| 28. Juni 2009    | SKG Erfelden            | Kreisliga B       | Auswärts | Sportplatz Erfelden                             | 200       | 0:13 (0:6)           | 0:1 Hesse (2.), 0:2 Hesse (17.), 0:3 Muca (19.), 0:4 Weller (24.), 0:5 Kalender (37.), 0:6 Weller (40.), 0:7 Stahl (56.), 0:8 Bodnar (57., Elfmeter), 0:9 Kandemir (66.), 0:10 Sangricoli (75.), 0:11 Kalender (76.), 0:12 Akgöz (88.), 0:13 Reka (89.) |
| 5. Juli 2009     | SV Wehen Wiesbaden      | 3. Liga           | Neutral  | Sportgelände am Ginsheimer Sand, Bischofsheim   | 500       | 1:2 (0:2)            | 0:1 Bošković (9.), 0:2 Bouadoud (32.), 1:2 Akgöz (63.) |
| 12. Juli 2009    | Viktoria Kleestadt      | Kreisoberliga     | Auswärts | Sportplatz Kleestadt                            | 300       | 0:7 (0:0)            | 0:1 Hesse (51.), 0:2 Hesse (63.), 0:3 Kandemir (66.), 0:4 Kandemir (69.), 0:5 Sökler (79., Elfmeter), 0:6 Kandemir (83.), 0:7 Kandemir (88.) |
| 16. Juli 2009    | SV Wehen Wiesbaden II   | Regionalliga Süd  | Neutral  | Sportplatz Biebelnheim                          | 200       | 4:5 n. E. (1:0, 1:1) | 1:0 Walther (39., Elfmeter), 1:1 Muca (73.), Elfmeterschießen: 2:1, 2:2 Kandemir, 3:2, 3:3 Akgöz, 3:4 Kolb, 4:4, 4:5 Bodnar |
| 18. Juli 2009    | Eintracht Frankfurt II  | Regionalliga Süd  | Neutral  | Sportplatz Biebelnheim                          | 200       | 0:4 (0:2)            | 0:1 Muca (9.), 0:2 Reka (18.), 0:3 Sökler (76.), 0:4 Sökler (88.) |
| 25. Juli 2009    | FC Bayern Alzenau       | Regionalliga Süd  | Neutral  | Sportplatz Hanau                                | 300       | 4:1 (2:1)            | 1:0 Akgöz (11.), 1:1 Popp (21.), 2:1 Kandemir (29.), 3:1 Soriano (83.), 4:1 Soriano (89.) |
| 1. August 2009   | SV Sandhausen           | 3. Liga           | Heim     | Stadion am Böllenfalltor, Darmstadt             | 700       | 0:0 (0:0)            | — |
| 18. August 2009  | TSV Eschollbrücken      | Kreisliga A       | Auswärts | Sportplatz Eschollbrücken                       | 455       | 0:10 (0:5)           | 0:1 Sökler (9.), 0:2 Muca (18.), 0:3 Sökler (24.), 0:4 Sökler (33.), 0:5 Kandemir (42.), 0:6 Soriano (49.), 0:7 Hesse, 0:8 Soriano (65.), 0:9 Soriano (71.), 0:10 Kolb (78.)                                                                            |
| 10. Oktober 2009 | FSV Frankfurt           | 2. Bundesliga     | Auswärts | Nebenplatz Volksbank-Stadion, Frankfurt am Main | 300       | 3:3 (2:2)            | 0:1 Elia Soriano (11.), 1:1 Cenci (13.), 1:2 Soriano (35.), 2:2 Cenci (42.), 2:3 Hesse (61.), 3:3 Taylor (82.) |
| 23. Januar 2010  | TSG Worfelden           | Kreisliga A       | Auswärts | Sportplatz Worfelden                            | 100       | 0:12 (0:7)           | 0:1 Melunović (5.), 0:2 Melunović (16.), 0:3 Özer (23.), 0:4 Melunović (26., Elfmeter), 0:5 Mehring (27.), 0:6 Özer (34.), 0:7 Mehring (45.), 0:8 Pakel (57.), 0:9 Özer (73.), 0:10 Özer (77.), 0:11 Soriano (85.), 0:12 Kolb (88.)                     |
| 3. Februar 2010  | Wormatia Worms          | Regionalliga West | Auswärts | Wormatia-Stadion, Worms                         | 100       | 2:0 (1:0)            | 1:0 Mpassy-Nzoumba (36.), 2:0 Gollasch (55.) |
| 6. Februar 2009  | 1. FSV Mainz 05 II      | Regionalliga West | Neutral  | Sportplatz am Kaffeedamm, Gernsheim             | 100       | 0:1 (0:1)            | 0:1 Amani (10.) |
| 10. Februar 2010 | Aqschajyq Oral          | Premjer-Liga      | Neutral  | Sportplatz Belek                                | 20        | 2:0 (1:0)            | 1:0 Kandemir (20.), 2:0 Melunović (88.) |
| 13. Februar 2010 | FC Wacker Innsbruck     | Erste Liga        | Neutral  | Emirhan-Stadion, Side                           | 30        | 1:2 (0:1)            | 0:1 Soriano (21., Elfmeter), 0:2 Hesse (58.), 1:2 (59.) |
| 19. Februar 2010 | SV Sandhausen           | 3. Liga           | Neutral  | Sportplatz Heidelberg-Kirchheim                 | 70        | 2:2 (0:0)            | 1:0, 2:0, 2:1 Hesse (65.), 2:2 Soriano (80.) |
| 20. Februar 2010 | FC Viktoria 09 Urberach | Hessenliga        | Heim     | HEAG-Stadion, Darmstadt                         | 100       | 4:1 (0:1)            | 1:0 Akgöz (30.), 2:0 Pakel (44.), 3:0 Akgöz (71.), 3:1 Selmanaj (73.), 4:1 Bodnar (74., Elfmeter) |
| 12. März 2010    | SV Sandhausen           | 3. Liga           | Neutral  | Sportplatz Heidelberg-Kirchheim                 | 50        | 1:1 (0:0)            | 1:0 Cenci (52.), 1:1 Akgöz (77.) |

## Saisonverlauf
| Spieltag | 1  | 2  | 3  | 4  | 5  | 6  | 7  | 8  | 9  | 10 | 11 | 12 | 13 | 14 | 15 | 16 | 17 | 18 | 19 | 20 | 21 | 22 | 23 | 24 | 25 | 26 | 27 | 28 | 29 | 30 | 31 | 32 | 33 | 34 |
| -------- | -- | -- | -- | -- | -- | -- | -- | -- | -- | -- | -- | -- | -- | -- | -- | -- | -- | -- | -- | -- | -- | -- | -- | -- | -- | -- | -- | -- | -- | -- | -- | -- | -- | -- |
| Spielort | H  | A  | H  | A  | H  | A  | H  | A  | A  | H  | A  | H  | A  | H  | A  | H  | A  | H  | A  | A  | H  | A  | H  | A  | H  | H  | A  | H  | A  | H  | A  | H  | A  | H  |
| Resultat | N  | U  | N  | N  | N  | N  | N  | N  | U  | S  | U  | S  | U  | S  | U  | U  | N  | N  | N  | N  | S  | U  | N  | N  | S  | N  | U  | S  | U  | S  | N  | N  | U  | S  |
| Platz    | 15 | 12 | 16 | 17 | 18 | 18 | 18 | 18 | 18 | 17 | 17 | 14 | 15 | 14 | 15 | 15 | 15 | 15 | 15 | 15 | 15 | 15 | 15 | 17 | 17 | 17 | 17 | 15 | 15 | 15 | 15 | 15 | 15 | 15 |

Legende: Spielort: H = Heim; A = Auswärts. Resultat: S = Sieg; U = Unentschieden; N = Niederlage

## Abschlusstabelle

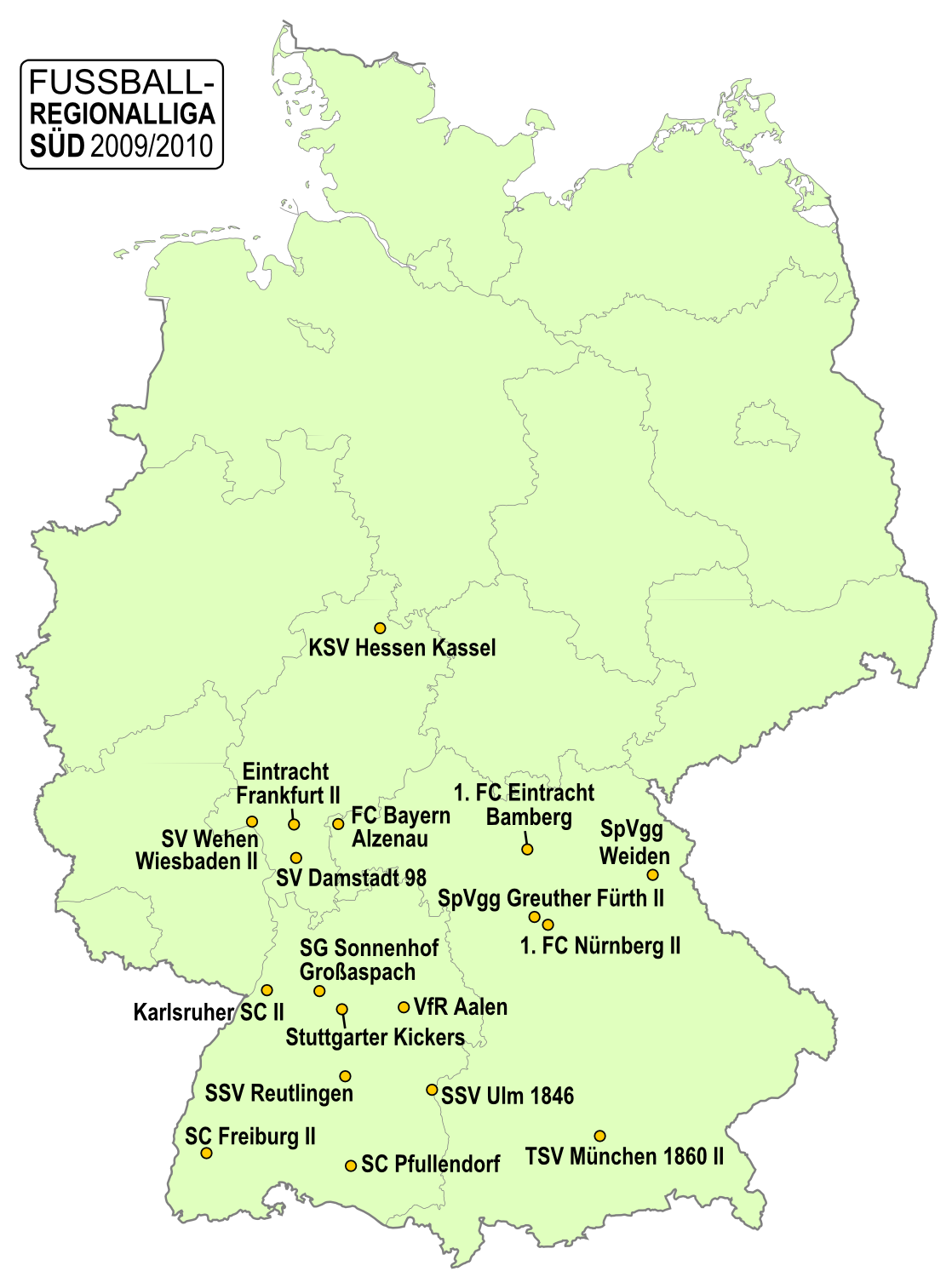
Vereine der Regionalliga Süd, Saison 2009/10 im Überblick

| Rang | Verein                      | Sp. | S  | U  | N  | Tore  | Diff. | Punkte |
| ---- | --------------------------- | --- | -- | -- | -- | ----- | ----- | ------ |
| 01.  | VfR Aalen (A)               | 34  | 22 | 8  | 4  | 51:19 | +32   | 74     |
| 02.  | 1. FC Nürnberg II U23       | 34  | 18 | 9  | 7  | 55:30 | +25   | 63     |
| 03.  | SC Freiburg II U23          | 34  | 17 | 10 | 7  | 63:34 | +29   | 61     |
| 04.  | KSV Hessen Kassel           | 34  | 15 | 14 | 5  | 63:41 | +22   | 59     |
| 05.  | Karlsruher SC II U23        | 34  | 15 | 7  | 12 | 50:51 | −01   | 52     |
| 06.  | SSV Ulm 1846                | 34  | 13 | 12 | 9  | 52:45 | +07   | 51     |
| 07.  | TSV 1860 München II U23     | 34  | 13 | 10 | 11 | 51:39 | +12   | 49     |
| 08.  | Eintracht Frankfurt II U23  | 34  | 12 | 12 | 10 | 57:41 | +16   | 48     |
| 09.  | Stuttgarter Kickers (A)     | 34  | 11 | 15 | 8  | 43:39 | +04   | 48     |
| 10.  | SpVgg Weiden (N)            | 34  | 15 | 3  | 16 | 57:67 | −10   | 48     |
| 11.  | SpVgg Greuther Fürth II U23 | 34  | 14 | 5  | 15 | 44:58 | −14   | 47     |
| 12.  | SG Sonnenhof Großaspach (N) | 34  | 13 | 7  | 14 | 53:44 | +09   | 46     |
| 13.  | SC Pfullendorf              | 34  | 10 | 11 | 13 | 39:41 | −02   | 41     |
| 14.  | SSV Reutlingen 05 1         | 34  | 11 | 7  | 16 | 43:56 | −13   | 40     |
| 15.  | SV Darmstadt 98             | 34  | 8  | 10 | 16 | 39:49 | −10   | 34     |
| 16.  | SV Wehen Wiesbaden II U23   | 34  | 7  | 8  | 19 | 32:56 | −24   | 29     |
| 17.  | 1. FC Eintracht Bamberg 2   | 34  | 6  | 10 | 18 | 40:76 | −36   | 28     |
| 18.  | FC Bayern Alzenau (N)       | 34  | 5  | 4  | 25 | 23:69 | −46   | 19     |

| Legende | Legende                     |
| ------- | --------------------------- |
|         | Aufsteiger in die 3. Liga   |
|         | Absteiger in die Oberligen  |
| (A)     | Absteiger aus der 3. Liga   |
| (N)     | Aufsteiger aus der Oberliga |

## Zuschauerzahlen
Folgende Tabelle bietet einen Vergleich der Zuschauerzahlen der Heim- und Auswärtsspiele des SV Darmstadt 98 im Ligabetrieb dieser Saison. Die Vereine sind nach Austragungsreihenfolge der Heimspiele nach Spieltag sortiert.
| Gegner in Heimspielreihenfolge | Heimspiel | Auswärtsspiel | Austragungsort beim Auswärtsspiel                     |
| ------------------------------ | --------- | ------------- | ----------------------------------------------------- |
| 1. SSV Reutlingen 05           | 3.200     | 0850          | Stadion an der Kreuzeiche, Reutlingen                 |
| 2. VfR Aalen                   | 2.900     | 2.429         | Scholz-Arena, Aalen                                   |
| 3. Stuttgarter Kickers         | 2.500     | 1.900         | Gazi-Stadion auf der Waldau, Stuttgart                |
| 4. SpVgg Weiden                | 2.300     | 0858          | Stadion am Wasserwerk, Weiden in der Oberpfalz        |
| 5. SSV Ulm 1846                | 2.200     | 1.000         | Donaustadion, Ulm                                     |
| 6. SpVgg Greuther Fürth II     | 2.200     | 0170          | Playmobil-Stadion, Fürth                              |
| 7. Karlsruher SC II            | 2.000     | 0666          | Wildparkstadion, Karlsruhe                            |
| 8. FC Eintracht Bamberg        | 1.900     | 0450          | Fuchs-Park-Stadion, Bamberg                           |
| 9. KSV Hessen Kassel           | 4.000     | 6.000         | Auestadion, Kassel                                    |
| 10. SV Wehen Wiesbaden II      | 1.800     | 0650          | Brita-Arena, Wiesbaden                                |
| 11. TSV 1860 München II        | 1.800     | 000           | Städtisches Stadion an der Grünwalder Straße, München |
| 12. SC Freiburg II             | 1.900     | 0350          | Möslestadion, Freiburg im Breisgau                    |
| 13. SG Sonnenhof Großaspach    | 1.900     | 0625          | Frankenstadion, Heilbronn                             |
| 14. 1. FC Nürnberg II          | 1.500     | 0310          | easyCredit-Stadion, Nürnberg                          |
| 15. SC Pfullendorf             | 1.900     | 0780          | Geberit-Arena, Pfullendorf                            |
| 16. Eintracht Frankfurt II     | 5.100     | 0800          | Volksbank-Stadion, Frankfurt am Main                  |
| 17. FC Bayern Alzenau          | 1.900     | 1.020         | Städtisches Stadion am Prischoß, Alzenau              |
| Im Schnitt:                    | 2.411     | 1.109         | Heimspiele: Stadion am Böllenfalltor, Darmstadt       |